# Ceraeochrysa michaelmuris
Ceraeochrysa michaelmuris là một loài côn trùng trong họ Chrysopidae thuộc bộ Neuroptera. Loài này được Adams & Penny miêu tả năm 1987.